# آرمناک هایکازیان
آرمناک هایکازیان (ارمنی: Արմենակ Հայկազյան زاده ۱۸۷۱ - درگذشته ۱۹۲۱) یک پزشک ارمنی بود. وی در جریان نسل‌کشی ارمنی‌ها توسط حکومت ترکان جوان عثمانی کشته شد.

## زندگی‌نامه
مدرک پی‌اچ‌دی را از دانشگاه ییل کسب نمود. آرمناک هایکازیان مدیر انستیتو کلیسای حواری جنانیان در قونیه بود. وی در سال ۱۹۲۱ در مسیر زندان خارپرت کشته شد. کالج هایکازیان با کمک مالی دختر و دامادش، مری و آواک (استیو) مهاگیان، به مبلغ ۲۵٬۰۰۰ دلار آمریکا در سال ۱۹۵۵ در بیروت، لبنان بنیانگذاری شد. این کالج در ۱۹۹۲ ابتدا به کالج-دانشگاه هایگازیان و سپس در سال ۱۹۹۶ به افتخار وی به دانشگاه هایکازیان تغییر نام داد.